# منتخب مولدافيا للكرة اللينة للسيدات
منتخب مولدافيا للكرة اللينة للسيدات هو ممثل مولدافيا الرسمي في المنافسات الدولية في الكرة اللينة للسيدات .